# Universidad de Lima
La Universidad de Lima es una universidad privada, sin fines de lucro, ubicada en el distrito de Santiago de Surco, en la ciudad de Lima, capital del Perú. Fue fundada el 25 de abril de 1962, por un grupo de profesores universitarios, y representantes del comercio y la industria, reunidos en la Asociación Civil «PRODIES» (Promoción del Desarrollo Industrial a través de la Educación Superior).

## Historia
La Universidad de Lima fue concebida en 1960, por idea de un grupo de profesores universitarios, y representantes del comercio y la industria, integrados en la Asociación Civil Prodies (Promoción del Desarrollo Industrial a través de la Educación Superior). Luego de dos años, fue fundada el 25 de abril de 1962, mediante el Decreto Supremo N.º 23 del 25 de abril de 1962. Su primer rector fue Antonio Pinilla Sánchez-Concha.
La universidad comenzó con 120 alumnos y dos facultades, estando su local ubicado en el distrito de Jesús María, en la calle Nazca 548, frente al Campo de Marte. Posteriormente, el 27 de agosto de 1966, se trasladó al distrito de Santiago de Surco. Donde se inauguró el campus de Monterrico, en una extensión de aproximadamente 8 hectáreas, siendo actualmente su campus principal.

## Organización y gobierno
| Nombre                         | Período       |
| ------------------------------ | ------------- |
| Antonio Pinilla Sánchez-Concha | 1962-1977     |
| Ilse Wisotzki Loli             | 1977-1989     |
| Desiderio Blanco López         | 1989-1994     |
| Ilse Wisotzki Loli             | 1994-2014     |
| Óscar Quezada Macchiavello     | 2014-2024     |
| Patricia Stuart Alvarado       | 2024-presente |

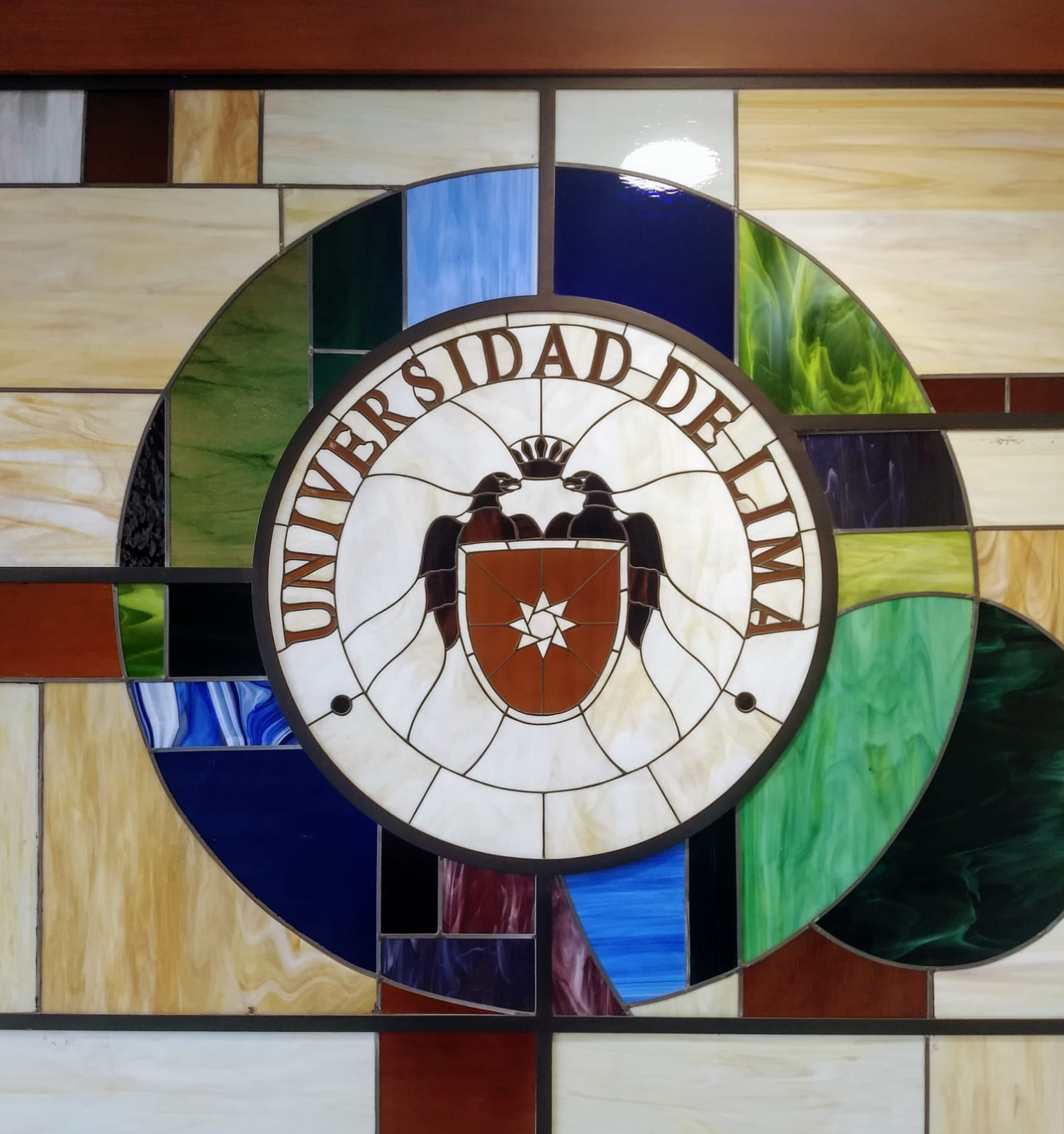
Vitral ubicado en la biblioteca con el antiguo escudo de la universidad.

La Universidad de Lima es una institución educativa privada, está organizada en escuelas universitarias integradas por facultades, direcciones universitarias y unidades de servicios.

### Autoridades
Las principales autoridades universitarias de la Universidad de Lima son las siguientes:
- La Asamblea Universitaria es el máximo organismo de gobierno de la universidad. Representa a la comunidad universitaria y está integrada por el Rector; el Vicerrector; los Decanos de las facultades; los representantes de los profesores ordinarios en número igual al doble de la suma de autoridades universitarias; un graduado por cada escuela universitaria; y uno o más representantes de los estudiantes por cada facultad, hasta completar un tercio de los autoridades, docentes y graduados. El director de la escuela de postgrado, el director del programa de estudios generales y los Directores universitarios, que asisten a la Asamblea como asesores.

- El Consejo Directivo es el órgano superior de dirección, ejecución y promoción de la Universidad. Está integrado por el Rector, quien lo preside; el Vicerrector; el director de la escuela de postgrado; los Directores de las escuelas universitarias; el director del programa de estudios generales; los Directores de las direcciones universitarias de planificación, de administración y finanzas, y de desarrollo y evaluación académica; un representante de los graduados; y un representante de los estudiantes por cada escuela universitaria.

- El Rector es el personero y representante legal de la Universidad de Lima. El Vicerrector reemplaza al Rector en los casos de licencia, impedimento o vacancia.

- El gobierno de la escuela de postgrado corresponde al Consejo directivo y al Director. El Consejo directivo está integrado por el director, quien lo preside, y los Coordinadores de sección de las distintas especialidades.

- El gobierno de cada escuela universitaria corresponde al Consejo de escuela universitaria y al Director. El Consejo de escuela universitaria está integrado por el director, quien lo preside; los Decanos de las Facultades que integran la escuela universitaria y que representan a los profesores principales; los representantes de los profesores que se requieran para completar, incluyendo a los Decanos, la representación de tres profesores principales, dos asociados y un auxiliar; un representante de los graduados; y un representante de los estudiantes por cada una de las facultades que integran la escuela universitaria.

- El gobierno del programa de estudios generales corresponde al Consejo directivo y al Director. El Consejo directivo está integrado por el director, quien lo preside; tres representantes de los profesores ordinarios principales, dos de los asociados y uno de los auxiliares.

### Departamentos

#### Dirección de Bienestar
- Centro de Empleabilidad
- Departamento de Servicio Social
- Departamento Médico
- Departamento de Orientación Psicopedagógica
- Departamento de Deportes
- Departamento de Actividades Artísticas
- Departamento de Orientación Psicopedagógica

Dirección de Cooperación Externa e Internacionalización
- Programa de Intercambio Estudiantil
- Convenios Interinstitucionales

## Infraestructura

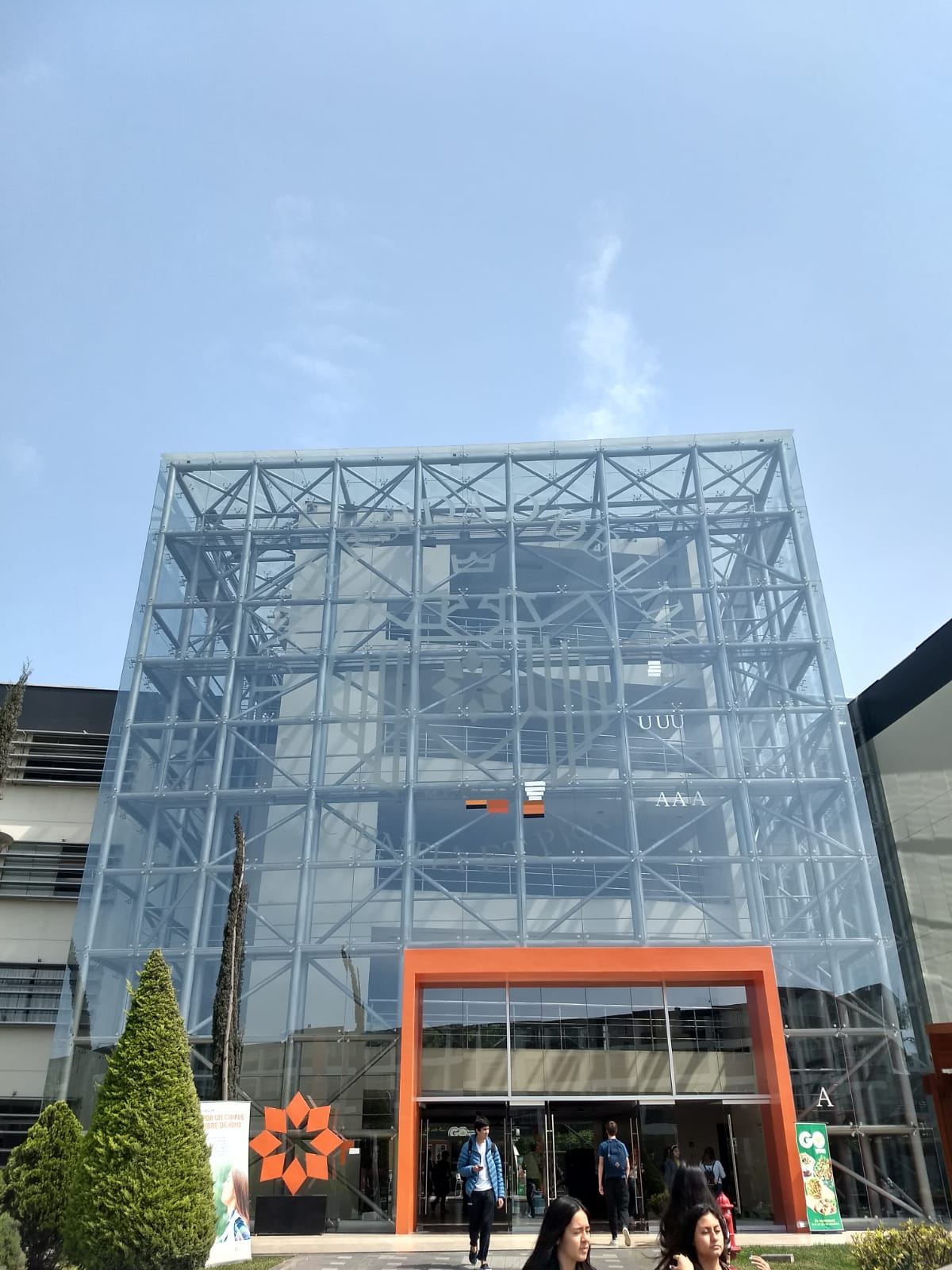
Entrada al pabellón "N".

### Campus en Monterrico (Santiago de Surco)
El campus principal de la Universidad de Lima se encuentra en la urbanización Fundo Monterrico Chico, en el distrito de Santiago de Surco. El cual comprende diversos edificios para fines académicos y administrativos sobre una extensión de aproximadamente de 60,751 m². En este campus se ubican 140 aulas completamente equipadas, laboratorios de cómputo, laboratorios industriales, una biblioteca con aproximadamente 90,000 registros, un parque, una sala de cine, cuatro auditorios con capacidad media de 500 espectadores cada uno, seis aulas Magnas, un teatro, zonas de estacionamiento para alumnos, cajeros automáticos y librería, una capilla, Wifi, entre otros servicios.
Los edificios institucionales fueron diseñados por el arquitecto Héctor Velarde en 1966.

### Campus en Mayorazgo (Ate)
También conocido como la “Pre Lima”. Está ubicado en la urbanización Mayorazgo, en el distrito de Ate. Posee una extensión de 30,000 m². En él, se ubica el centro preuniversitario y el complejo deportivo de la Universidad de Lima, en el cual se encuentra: una cancha de fútbol de grass sintético, una cancha de futsal, una piscina semiolímpica, una palestra sintética para escalado, un gimnasio y un coliseo acondicionado para básquet y vóley. En este recinto también entrenan las selecciones de artes marciales.

## Centros, institutos y programas especializados

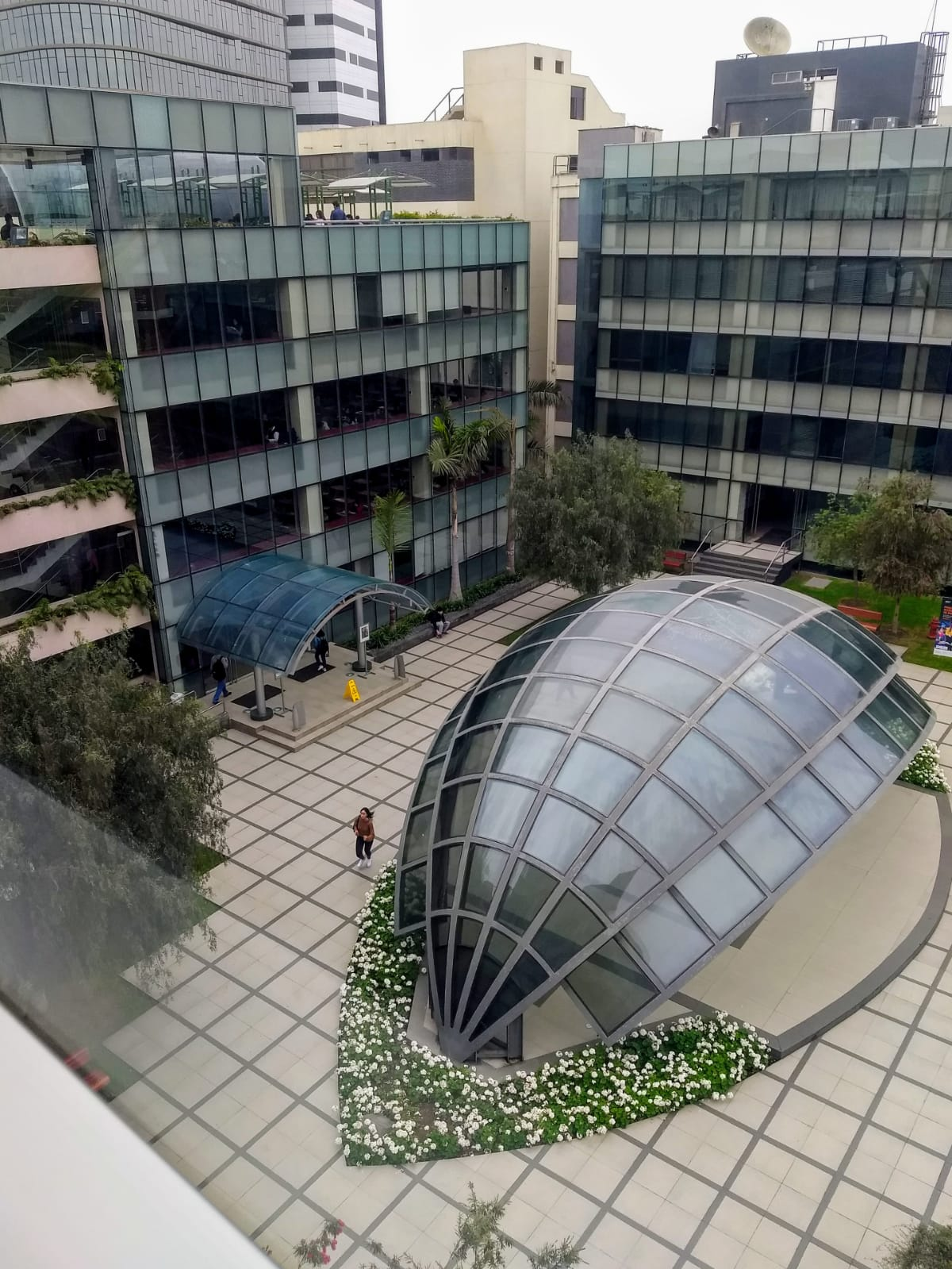
Plaza central de la biblioteca.

### Instituto de Investigación Científica (IDIC)
El Instituto de Investigación Científica, constituido a partir de 1999, es la unidad académico-administrativa encargada de promover, gestionar y coordinar la producción científica de las investigaciones de los docentes de la Universidad de Lima. Cada año, el instituto realiza su convocatoria y los docentes tienen la oportunidad de presentar sus proyectos de investigación. Además, cuenta con el Sistema de Gestión de la Información sobre la Investigación (CRIS Ulima) donde se difunden los proyectos e investigaciones realizadas y sus resultados.

### Centro Cultural Ulima
Fundado en 2016, es un espacio creativo de encuentro y disfrute de experiencias artísticas multidisciplinarias, modernas e innovadoras, donde se acoge y difunde proyectos culturales.

### Centro de Creación Audiovisual de la Universidad de Lima (CREA)
Creado en 2017, el Centro de Creación Audiovisual es un espacio de innovación que forma parte de la Facultad de Comunicación. Su objetivo es innovar con propuestas originales en el ámbito del entretenimiento, la cultura y el desarrollo. El corazón de la luna, dirigida por Aldo Salvini, fue su primera película producida y fue prenominada a los premios Oscar 2023 como mejor película extranjera.Fue disuelto en 2024 bajo la gestión de Patricia Stuart.

### Centro integral de educación continua
Se especializa en la capacitación continua de ejecutivos, profesionales y empresarios en áreas de gestión específicas. En coordinación con las diferentes unidades académicas de la Universidad, diseña y desarrolla programas y cursos.

#### Programas Especializados en Competencias (PEC)
Es un programa dirigido a ejecutivos, empresarios y emprendedores. Cuenta con los siguientes programas:
- PEC Dirección en Transformación Digital
- PEC Innovación Estratégica y Emprendimiento Corporativo

- PEC Normas Internacionales de Información Financiera
- PEC Contrataciones del Estado
- PEC Liderazgo Ágil
- PEC Finanzas Aplicadas para Ejecutivos no Financieros
- PEC Dirección en Transformación Digital
- PEC Gestión de Ventas
- Certificación de Conocimientos de los Representantes de Agentes de Intermediación (SMV)

La Universidad de Lima es la institución que más porcentaje de aprobados tiene en el examen CFA (sumando pregrado y personas que cursan el programa de especialización).

#### Programa Internacional Virtual Design and Construction (VDC)
Es un programa basado en la integración moderna del diseño, construcción, operación y mantenimiento de proyectos; además, se apoya en las ventajas actuales de la tecnología, como los modelos virtuales BIM y la gestión de la producción. El programa se desarrolla en asociación con el Stanford Engineering Center for Global & Online Education, otorgando una doble certificación VDC.

#### Observatorio Tecnológico
Es una plataforma dedicada a investigar y analizar el impacto de nueva tecnologías, facilitar su adopción y orientar acerca de su evolución. Publica regularmente un boletín que aborda las tendencias emergentes y la actualidad de las tecnologías.

#### Observatorio Económico, Financiero y Social
Se estableció con el propósito de analizar la coyuntura económica peruana y global. Publica el Reporte macroeconómico y financiero (de publicación mensual), el Reporte trimestral socioeconómico y de bienestar, el Reporte trimestral del sistema financiero y el Reporte trimestral del sistema microfinanciero.

### Laboratorios
- Laboratorio de Estructuras: Permite realizar ensayos sobre elementos estructurales a escala real como vigas, losas, conexiones, muros y pórticos. Cuenta con equipos como el Controlador AUTOMAX Multitest y Compresora de especímenes con capacidad de 3000 kN.[12]

- Laboratorio de Mercado de Capitales: Posee los programas informáticos: Bloomberg, Thomson Reuters Eikon, Economática, Risk Simulator y Datastream.  Su actual coordinador es el economista, graduado de la Universidad de Lima, Bruno Bellido.[13]
- Laboratorio Smart Factory: El primero de Perú y Latinoamérica, es un centro tecnológico que permite a los estudiantes capacitarse con lo último de la tecnología industrial, robótica, análisis de datos, realidad virtual, procesos automatizados y otros componentes de la industria 4.0.[14]
- Laboratorio de Fabricación Digital (Fab Lab Ulima): Permite crear prototipos funcionales a base de plástico con tallado preciso, se trabaja con circuitos SMD.[15]
- Laboratorio SAP Next-Gen: Desarrolla proyectos de innovación a través del uso y desarrollo de tecnologías relacionadas con SAP.

## Áreas Académicas

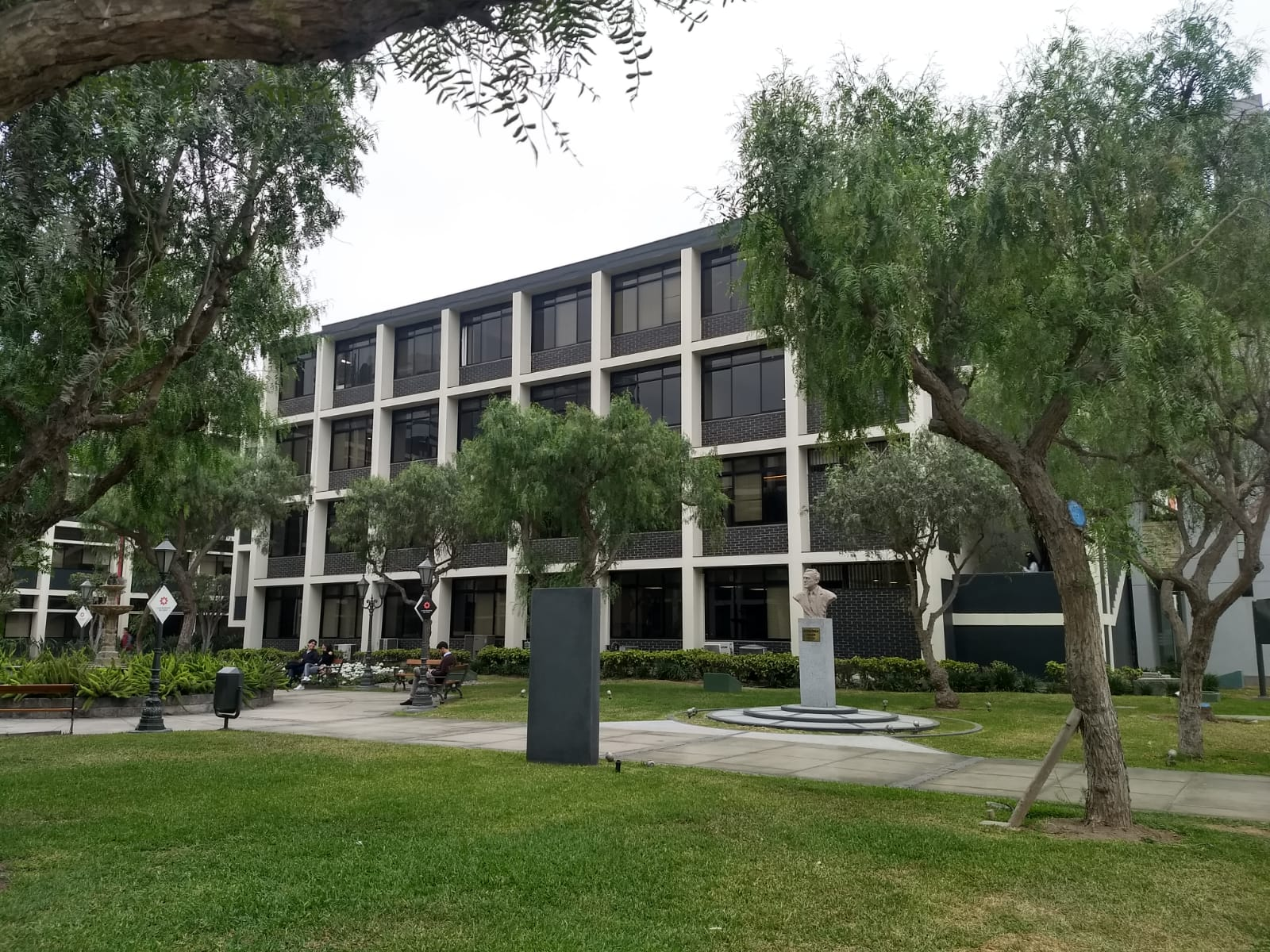
Pabellón "D1" de la facultad de derecho y psicología.

La Universidad de Lima ofrece programas de pregrado y posgrado, agrupados en las siguientes facultades:

### Pregrado

#### Facultad de Arquitectura
- Arquitectura

#### Facultad de Ciencias Empresariales y Económicas
- Administración
- Contabilidad y Finanzas
- Marketing
- Economía
- Negocios internacionales

#### Facultad de Comunicación
- Comunicación

#### Facultad de Derecho
- Derecho

#### Facultad de Ingeniería
- Ingeniería Ambiental

- Ingeniería Civil
- Ingeniería Industrial
- Ingeniería Mecatrónica
- Ingeniería de Sistemas

#### Facultad de Psicología
- Psicología

### Postgrado

#### Maestrías
- Administración y Dirección de Negocios (MBA)
- Arquitectura y Cultura del Proyecto
- Banca y Finanzas
- Comunicación y Gestión de Contenidos
- Derecho Empresarial
- Dirección de Operaciones y Proyectos
- Gestión de la Innovación
- Gestión de las Ciudades
- Ingeniería del Diseño
- Liderazgo Positivo y Gestión del Talento
- Marketing y Gestión Comercial
- Tributación y Política Fiscal

#### Doctorado
- Administración
- Comunicación

## Rankings académicos
En los últimos años, se ha generalizado el uso de rankings universitarios internacionales para evaluar el desempeño de las universidades a nivel nacional y mundial; siendo estos rankings clasificaciones académicas que ubican a las instituciones de acuerdo a una metodología científica de tipo bibliométrica, que incluye criterios objetivos medibles y reproducibles, tomando en cuenta por ejemplo: la reputación académica, la reputación de empleabilidad para los egresados, la citas de investigación a sus repositorios y su impacto en la web. Del total de 92 universidades licenciadas en el Perú, la Universidad de Lima se ha ubicado regularmente dentro de los diez primeros lugares a nivel nacional en determinados rankings universitarios internacionales.
| Ranking                         | 2017 | 2018 | 2019 | 2020 | 2021 | 2022 | 2023 | 2024 | 2025 | 2026 |
| ------------------------------- | ---- | ---- | ---- | ---- | ---- | ---- | ---- | ---- | ---- | ---- |
| Webometrics (posición nacional) | 9    | 8    | 8    | 5    | 6    | 5    | 3    | 6    | 7    | -    |
| SCImago (posición nacional)     | -    | -    | -    | -    | -    | 15   | 19   | 16   | 15   | 24   |
| QS (posición nacional)          | 5    | 7    | 7    | 8    | 6    | 5    | 5    | 6    | 4    | 4=   |